# Lazise

Lage der Gemeinde Lazise in der Provinz Verona

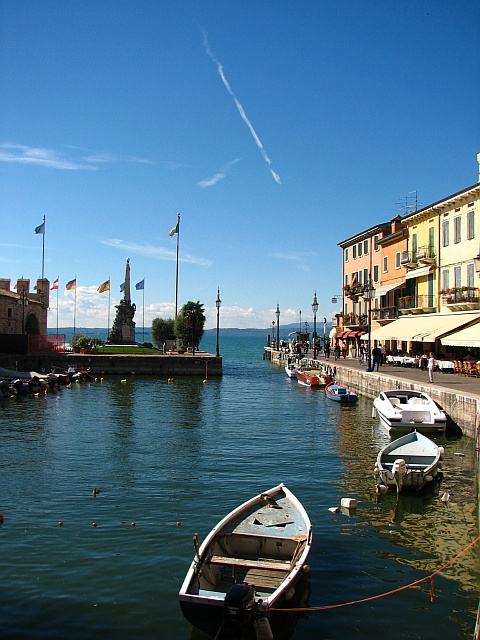
Der „alte Hafen“ (Porto vecchio) im historischen Ortskern

Lazise ist eine italienische Gemeinde (comune) mit 6893 Einwohnern (Stand 31. Dezember 2023) in der Provinz Verona, Region Venetien.

## Geografie
Lazise befindet sich am Veroneser Südostufer des Gardasees, das sandartige Strände aufweist, und liegt zwischen den Ortschaften Bardolino und Peschiera del Garda. Die Entfernung zur Provinzhauptstadt Verona beträgt etwa 23 Kilometer.

### Verwaltungsgliederung
Zur Gemeinde Lazise gehören neben Lazise (Gemeindesitz) weitere 27 Fraktionen: Bonedimane, Ca' Isidora, Canova Saline, Colà, Confine, Donzella, Fontana Fredda, Fossalta, Gasco, Mattarana, Mondragon di Sopra, Pacengo, Palu' dei Mori, Pigno, Pissarole, Praia, Riare, Roarlongo, Rocchetti, Saline, San Faustino, Tende, Valesana, Valrobbia, Vanon, Villaggi Santi - San Fermo und Zuliani.

### Klima und Vegetation

#### Klima
Vorwiegend herrscht in der südlichen Gardaseeregion mildes Klima. Die Sommer sind warm und nicht zu heiß; die Winter mild und mit wenig Regen. Schneefälle kommen höchst selten vor.
|                        | Jan | Feb | Mär  | Apr  | Mai  | Jun  | Jul  | Aug  | Sep  | Okt  | Nov  | Dez |   |      |
| Mittl. Temperatur (°C) | 3,9 | 5,2 | 9,0  | 13,0 | 17,4 | 22,0 | 24,3 | 24,1 | 19,7 | 14,8 | 9,5  | 5,2 | ⌀ | 14,1 |
| Mittl. Tagesmax. (°C)  | 7,0 | 8,7 | 13,1 | 17,1 | 21,3 | 25,8 | 27,9 | 27,6 | 22,8 | 17,7 | 12,0 | 7,7 | ⌀ | 17,4 |
| Mittl. Tagesmin. (°C)  | 1,2 | 1,8 | 4,5  | 8,3  | 12,7 | 17,3 | 20,2 | 20,5 | 16,7 | 12,1 | 7,1  | 2,8 | ⌀ | 10,5 |
|                        |     |     |      |      |      |      |      |      |      |      |      |     |   |      |
| Niederschlag (mm)      | 52  | 58  | 65   | 96   | 98   | 85   | 75   | 77   | 97   | 105  | 117  | 67  | Σ | 992  |
|                        |     |     |      |      |      |      |      |      |      |      |      |     |   |      |
| Regentage (d)          | 5   | 6   | 6    | 10   | 9    | 9    | 8    | 8    | 8    | 8    | 8    | 8   | Σ | 93   |

| 1,2 |

| 1,8 |

| 4,5 |

| 8,3 |

| 12,7 |

| 17,3 |

| 20,2 |

| 20,5 |

| 16,7 |

| 12,1 |

| 7,1 |

| 2,8 |

| 1,2 |

| 1,8 |

| 4,5 |

| 8,3 |

| 12,7 |

| 17,3 |

| 20,2 |

| 20,5 |

| 16,7 |

| 12,1 |

| 7,1 |

| 2,8 |

| N i e d e r s c h l a g | 52  | 58  | 65  | 96  | 98  | 85  | 75  | 77  | 97  | 105 | 117 | 67  |
|                         | Jan | Feb | Mär | Apr | Mai | Jun | Jul | Aug | Sep | Okt | Nov | Dez |

#### Vegetation
Rund um den Gardasee prägen mediterrane Vegetationsformen wie Zypressen, Oleander, Zedern, Olivenbäume und auch Palmen das Erscheinungsbild. An den sonnenüberfluteten Hängen gedeihen Agaven, Opuntien und Kapernsträuche.
Einige wenige Kilometer vom Ortszentrum entfernt befinden sich zudem zahlreiche Weingärten, Obst- und Gemüsepflanzungen sowie Weizen- und Maisfelder.

## Geschichte

### Der Name
Der Name Lazise leitet sich vom lateinischen „lacus“ ab und bedeutete wohl „villaggio lacustre“ („Seedorf“), wie Dokumente aus dem Mittelalter belegen, die das Dorf unter dem Namen „laceses“ führten.

### Bronzezeit bis zur venezianischen Herrschaft
Die Geschichte reicht bis in die mittlere Bronzezeit (16.–13. Jahrhundert v. Chr.) zurück. Zahlreiche Funde in den Ortschaften La Quercia, Bor und Porto Pacengo wurden Zeugen dieser ereignisreichen Zeit.

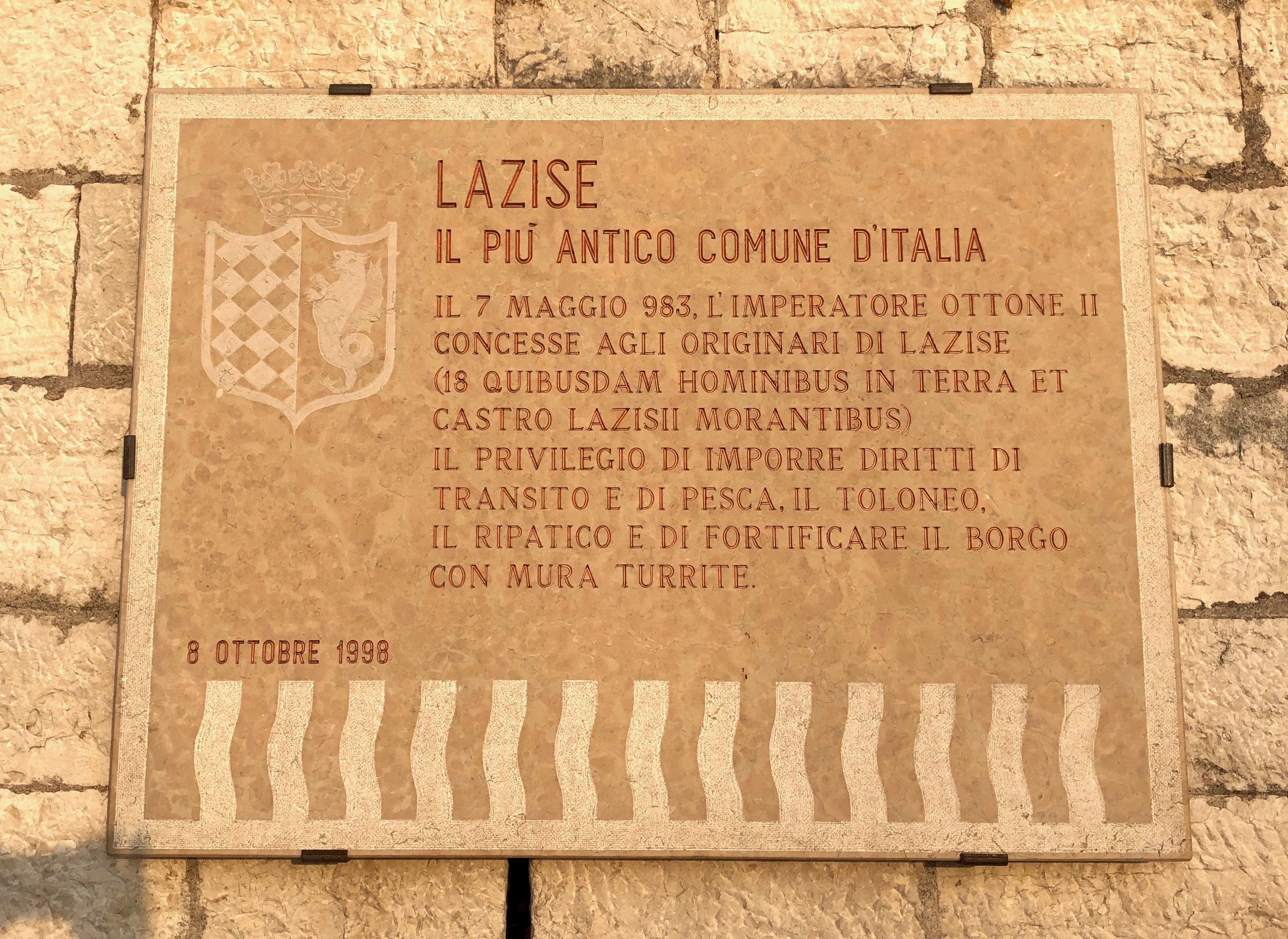
Hinweistafel in Lazise zur Gründung im Jahr 983. Die Gemeinde gilt damit als die älteste Italiens.

Bereits im Jahre 983 erhielt der Ort unter Kaiser Otto II. in der sogenannten Veroneser Schenkung nicht nur Zoll-, Handels- und Fischereirechte, sondern auch eine weitestgehende Autonomie. Die Gemeinde Lazise rühmt sich deshalb damit, die älteste Gemeinde Italiens zu sein.
Im 11. Jahrhundert war Lazise eine Hafenstation, die im Besitz des Hauses Bevilacqua war. Unter Kaiser Heinrich IV. erhielt man 1077 die Erlaubnis eine Burg zu errichten, die unter dem Scaliger Cansignorio della Scala im 14. Jahrhundert zu einer bedeutenden Wehranlage mit eigenem ummauerten Hafen (heute als der „alte Hafen“ Porto vecchio bezeichnet)  ausgebaut und vermutlich unter seinem Nachfolger Antonio della Scala vollendet wurde. Unter den Scaligern wurden auch die Stadtmauern und Stadttore erneuert und verstärkt. Nach dem Ende der Scaligerherrschaft 1387 waren es die Mailänder Visconti unter Gian Galeazzo Visconti, die die Herrschaft über Lazise übernahmen. Zu diesem Zeitpunkt trat Lazise der Gardesana dell’Acqua bei, einer Art Konföderation mehrerer von den Visconti beherrschten Gemeinden am See und im direkten Hinterland des Sees.

### Republik Venedig
1405 fiel Lazise an die Republik Venedig. Unter Venedig wurde der Ort zu einem der Liegeplatz der venezianischen Galeeren und damit einer der Stützpunkte der venezianischen Gardaseeflotte. Im Zuge des Großen Venezianerkrieges unterlag Venedig 1509 in der Schlacht von Agnadello den Franzosen. Um diesen Zeitpunkt soll nach neuesten Erkenntnissen der Kapitän der venezianischen Flotte einige Galeeren mit Steinen beschwert, in Brand gesetzt und schließlich versenkt haben. Vor dem neuen Hafen von Lazise (der hauptsächlich mit Freizeitbooten belegt ist) befindet sich in etwa 500 Meter Entfernung vom Ufer in einer Tiefe zwischen 24 Metern und 27 Metern das Wrack der im 16. Jahrhundert gesunkenen Galeere, sie hat eine Größe von 30 Metern Länge und 3 Metern Breite.
In der Folge wurde der Ort von umherziehenden Landsknechten geplündert. Erst zu Beginn des 17. Jahrhunderts trat wieder eine ruhigere und friedlichere Phase ein in der Lazise wirtschaftlich aufblühte. Ab 1607 wurde das Arsenal unter Herrschaft der Serenissima zur Zollstelle. Auf dem ganzen Gardasee und der östlich gelegenen Etsch wurde mit Waren wie Getreide, Papier, Stoffe, Öl sowie Eisenartikel gehandelt.
Die Gegebenheit einer vorrangigen Stellung im Handel war dadurch gesichert.

### Seit 1797
Im Zuge des Italienfeldzuges (1796–1797) wurde Lazise von napoleonischen Truppen besetzt. Mit dem Frieden von Campo Formio fiel der Ort erstmals an die Habsburger, um aber bereits 1805 an das napoleonische Königreich Italien angeschlossen zu werden, bevor es mit dem Wiener Kongress 1815 erneut an das habsburgerische Königreich Lombardo-Venetien fiel.
Lazise trat mit dem Ende des dritten italienischen Unabhängigkeitskrieges und der nachfolgenden Volksabstimmung dem Königreich Italien bei.

## Sehenswürdigkeiten
Die Altstadt von Lazise weist noch immer viele Bauwerke mittelalterlichen Ursprungs auf. Das Stadtbild wird von den im 14. Jahrhundert von den Scaliger errichteten Stadtmauern und von der Burg beherrscht. Lazise besitzt zahlreiche malerische Ecken wie die Piazza Vittorio Emanuele und den kleinen, alten Hafen, in dem noch heute Fischerboote liegen. Es gibt drei große Stadttore, durch die man in das Innere der autofreien Altstadt gelangt. Zum einen über den Eingang, der direkt an der verkehrsträchtigen Gardesana Orientale liegt und auch als Haupteingang gilt, zum anderen über die Via Rosenheim, die aufgrund der Partnerstadt Rosenheim so bezeichnet wurde, und schließlich zuletzt über die Straße namens Via Bastia.

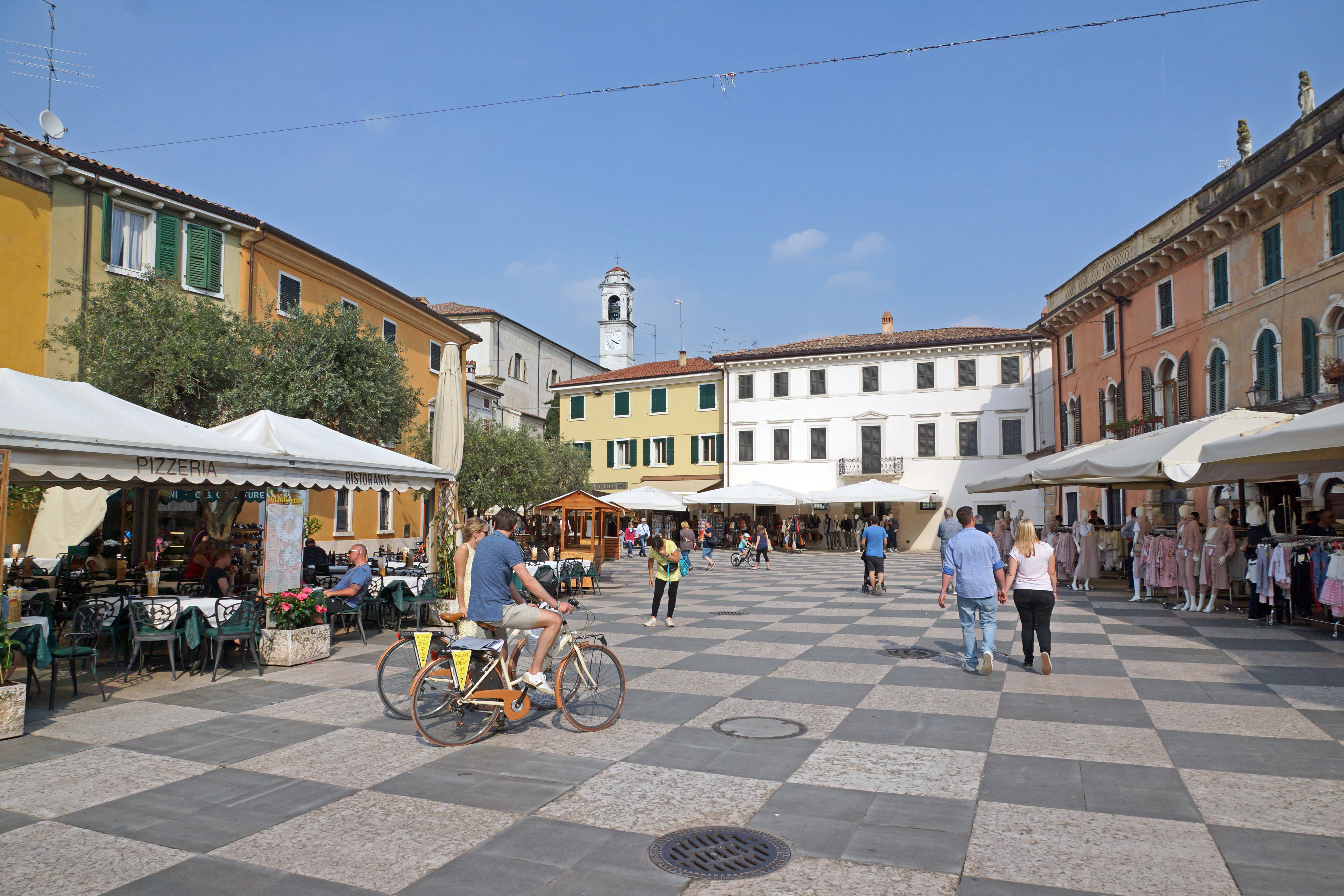
Piazza Vittorio Emanuele
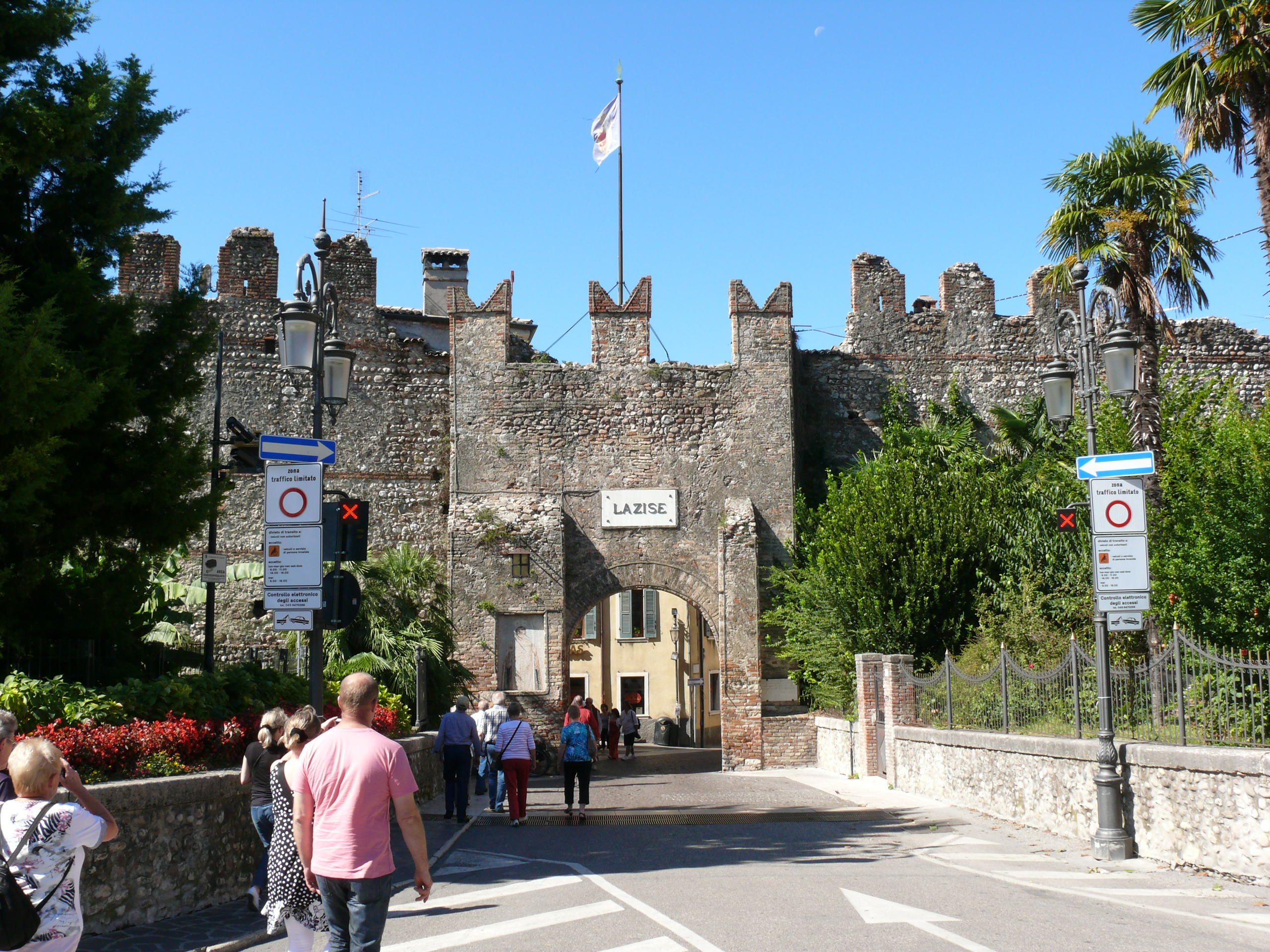
Porta S. Zeno
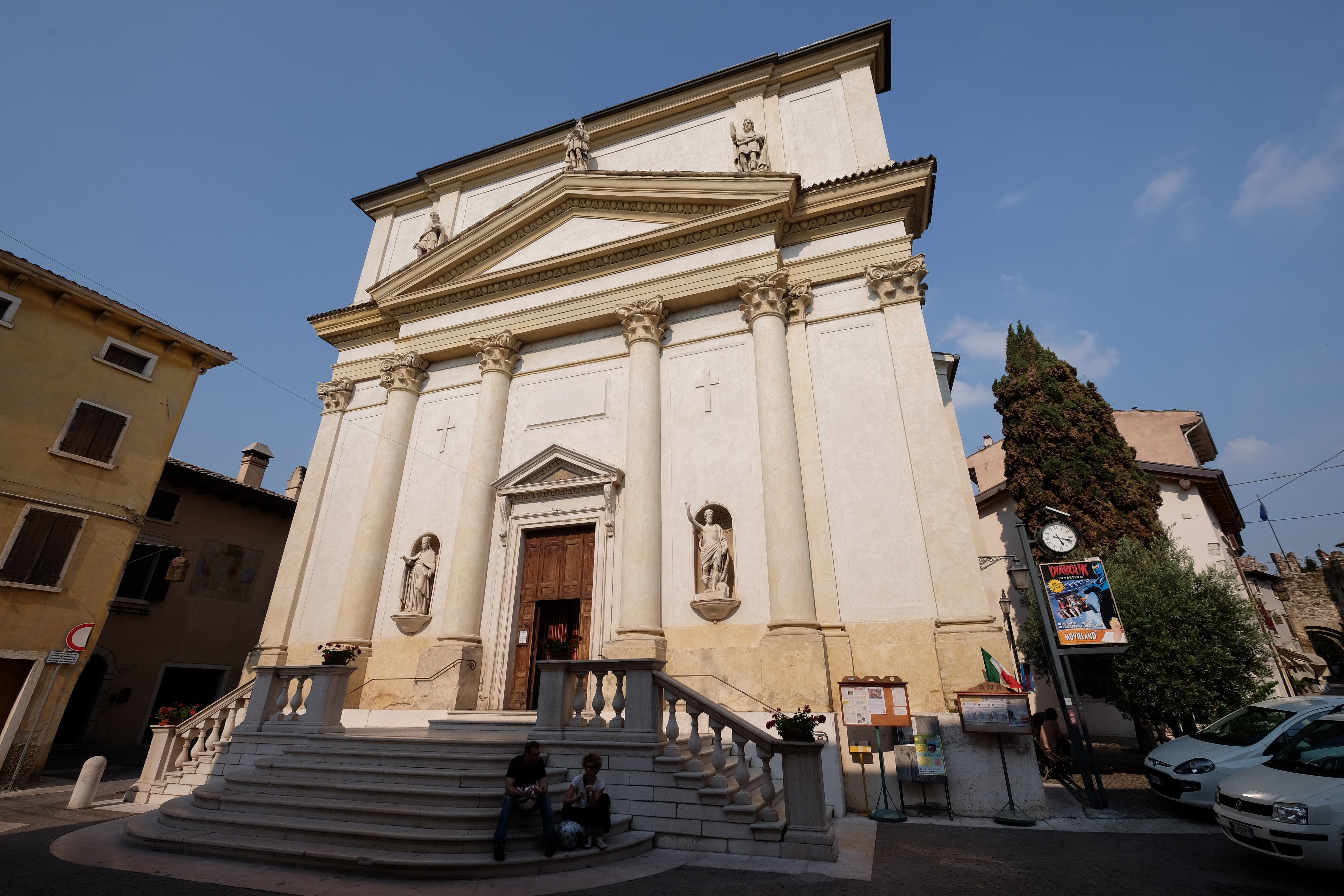
Kirche SS. Zeno e Martino

### Die Burg
Diese wurde gegen Ende des 9. Jahrhunderts zur Verteidigung gegen die Hunnen erbaut. Mehrere Umbauten sowie zusätzliche Festigungswerke insbesondere unter den Scaligern im 14. Jahrhundert folgten. Die Burg zählt zu den besterhaltenen Festungsanlagen am Gardasee. Charakteristisch ist der viereckige Grundriss des sechstürmigen Scaligerkastells. Neben seinen fünf etwas kleineren Türmen besteht es aus einem mächtigen Bergfried. Der Burgkomplex ist vom Park der Villa Bernini umgeben und kann nicht besichtigt werden.
Im oberen Teil des Bergfrieds sind noch die alten Wappen zu erkennen, auch wenn sie unter Kaiser Maximilian zertrümmert wurden. „Die Gerechtigkeit des Mondragòn gibt demjenigen Unrecht, der Recht hat.“ (La giustizia del mondragòn la ghe dà torto a chi g’ha rasò): Dieses Sprichwort sprachen die Lazisiensi, wenn sie das Mauerwappen kommentierten. Es macht deutlich, welch mangelndes Vertrauen die Bürger von Lazise der Gewaltherrschaft entgegenbrachten.

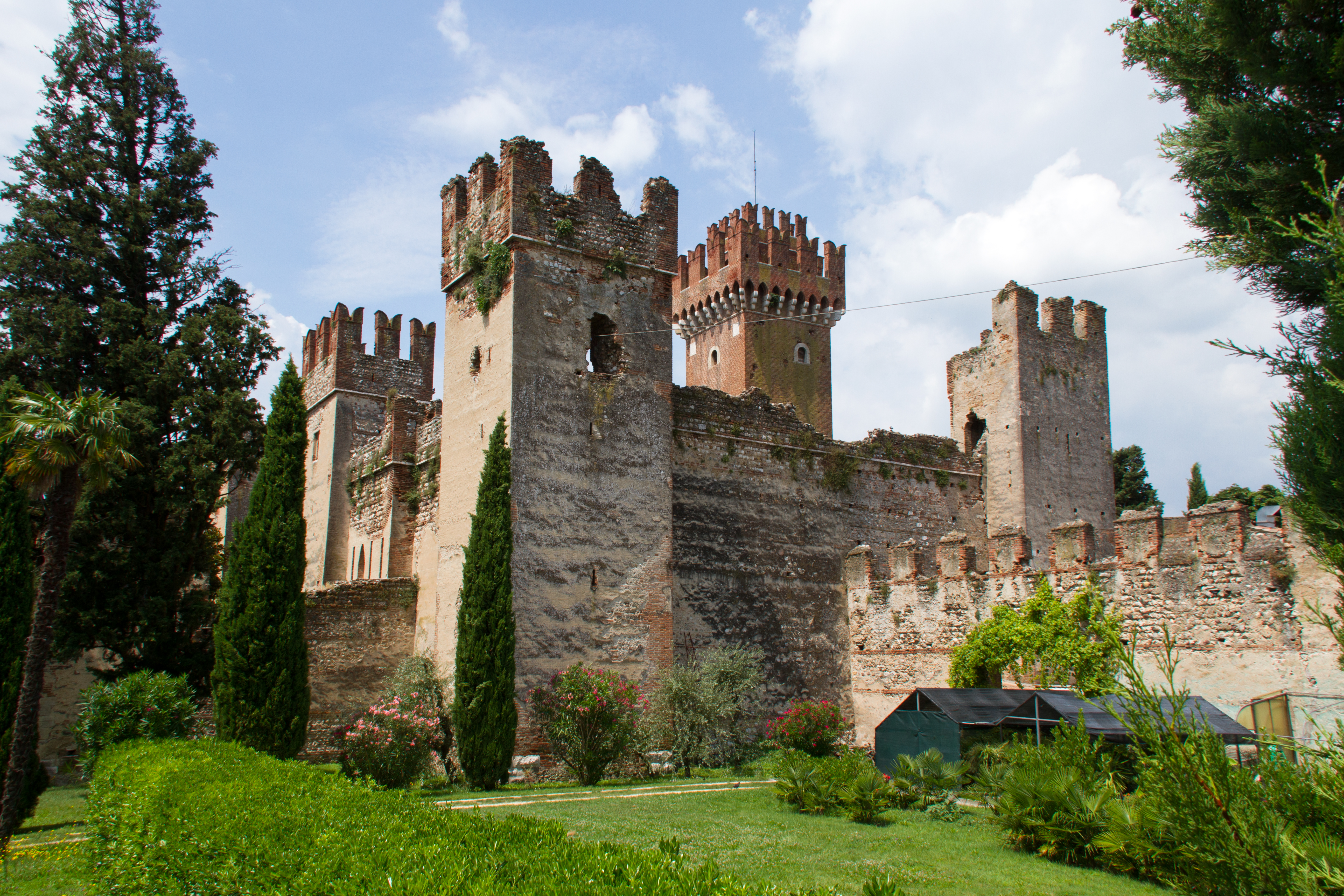
Scaligerburg
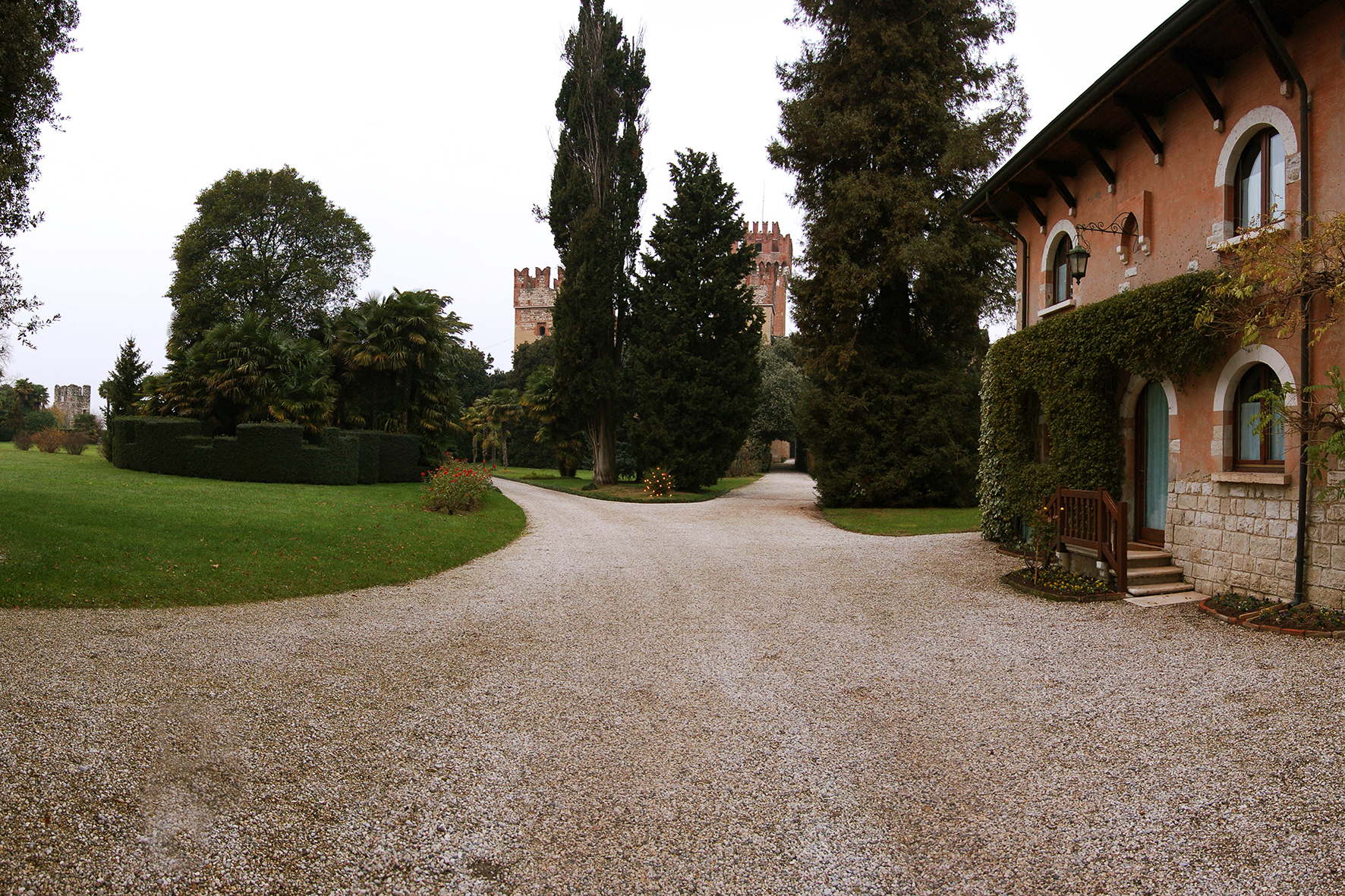
Burgpark
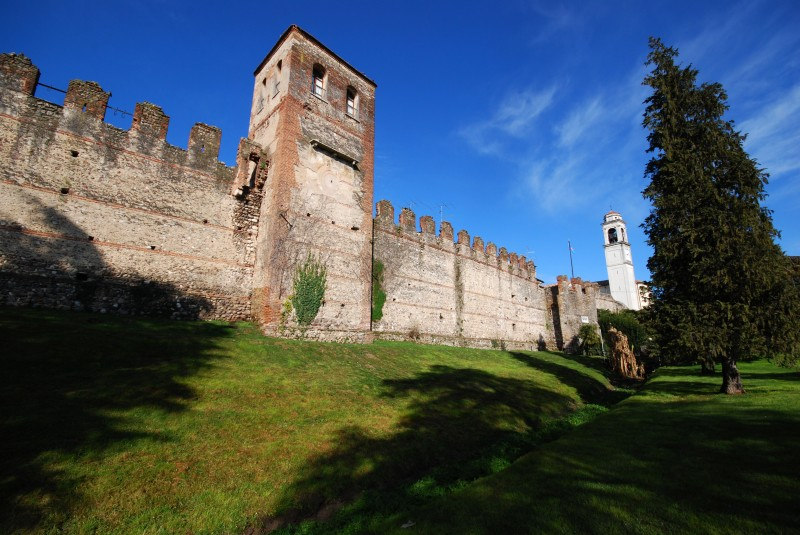
Stadtmauern

### Kirche SS. Zeno e Martino
Im Jahre 1295 wurde sie zum ersten Mal in einem Dokument erwähnt und ist dem Heiligen Zeno, dem Schutzheiligen der Kirche in Verona, der Gewässer und des Fischfangs, geweiht.
Ende des 18. Jahrhunderts wurde die Kirche erst nach einem Projekt des Architekten Luigi Trezza, anschließend nach einem Projekt von Francesco Ronzano wieder aufgebaut. In ihrem Inneren beherbergt sie ein Altarbild vom Heiligen Martin (1928) von C. Dusi sowie den “Kreuzweg” (1831) von P. Testoni.
Von A. Spiazzi sind die Statuen auf den Fassaden.

### Kirche San Nicolò
Diese romanische Pieve wurde im 12. Jahrhundert errichtet und dem Heiligen Nikolaus, der im Mittelalter als Patron der Gewässer und Seefahrer galt, geweiht. Ab 1528 wurde die Kirche zweckentfremdet und als Lager, Kaserne, Wohnstätte sowie Lichtspieltheater genutzt. Nach ihrer Schließung 1879 wurde sie ab 1952 erstmals restauriert und 1953 der Öffentlichkeit für religiöse Zwecke übergeben. Sie dient seitdem auch als Gedenkstätte für die Kriegsgefallenen der Gemeinde. Auf der äußeren Nordwand befindet sich ein Fresko („Maria aus dem Volk“) aus dem 14. Jahrhundert der Madonna mit Kind auf dem Thron. Der Innenraum ist mit weiteren bemerkenswerte Fresken geschmückt, die wieder freigelegt wurden. Das bekannteste davon ist das Bildnis der „Stillenden Madonna“. Es stammt aus dem 14. Jahrhundert. Die Kirche wurde in jüngster Vergangenheit restauriert und 2020 wiedereröffnet.

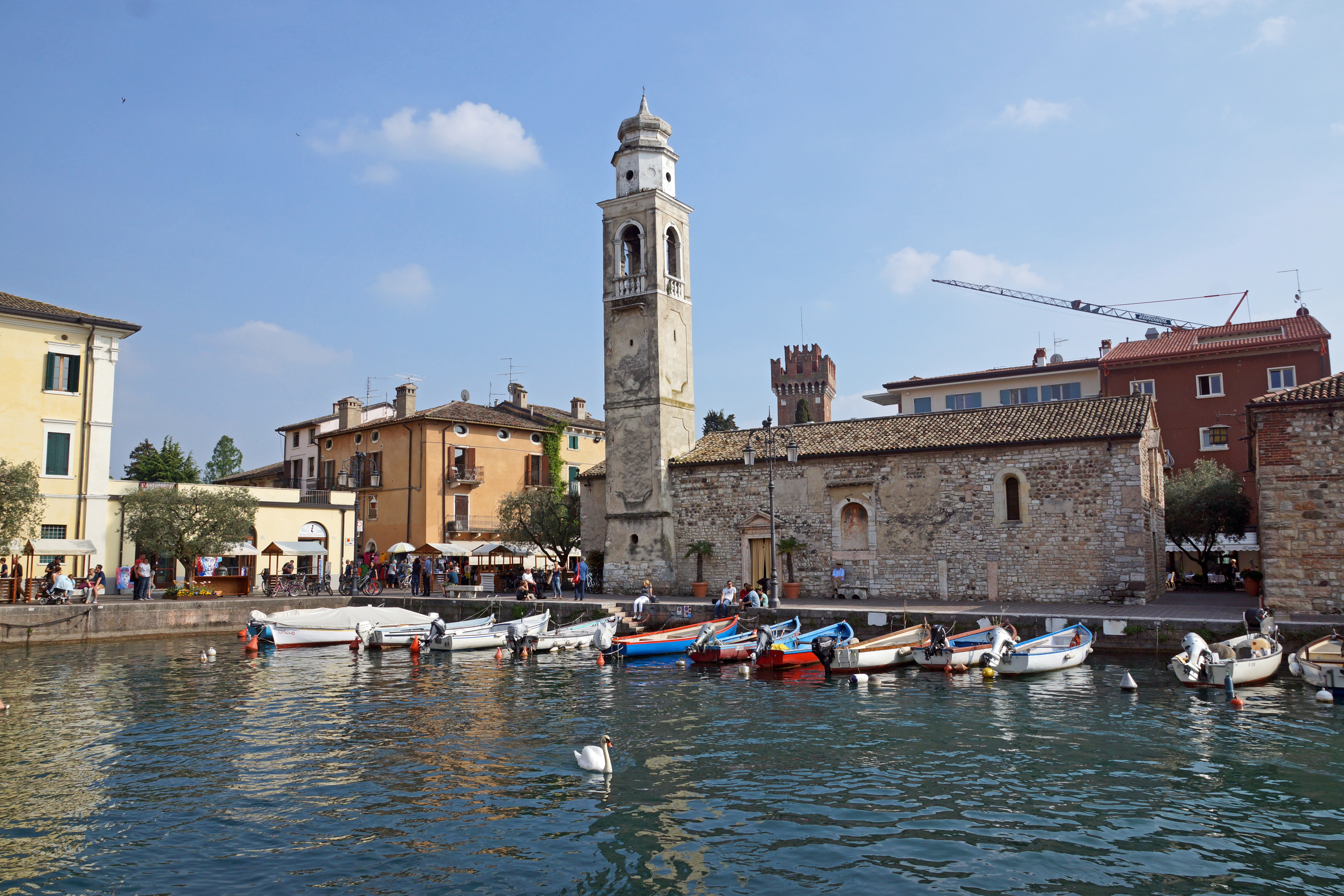
Die zum Hafen gewandte Nordseite der Kirche S. Nicolò
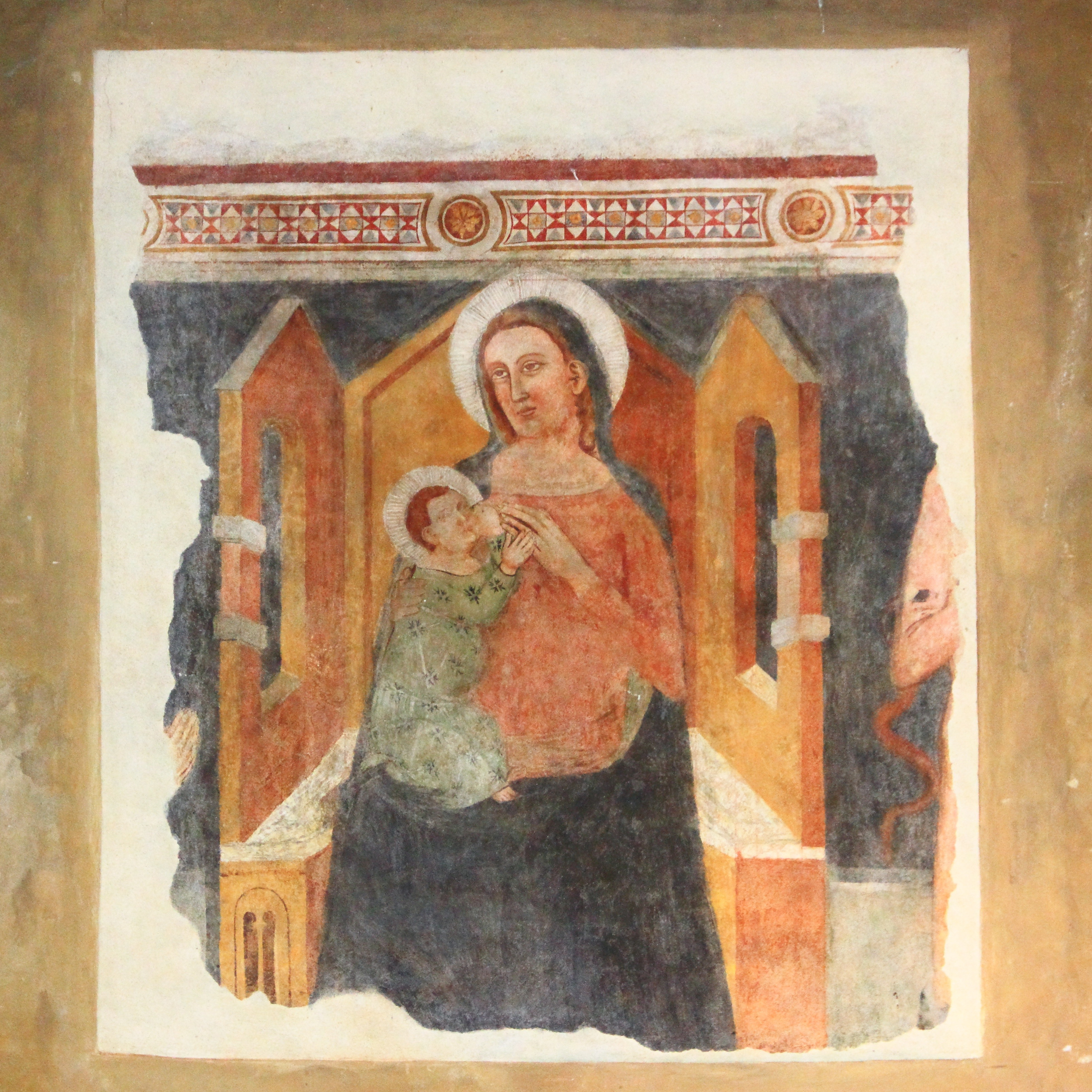
Fresko der Stillenden Madonna in S. Nicolò.
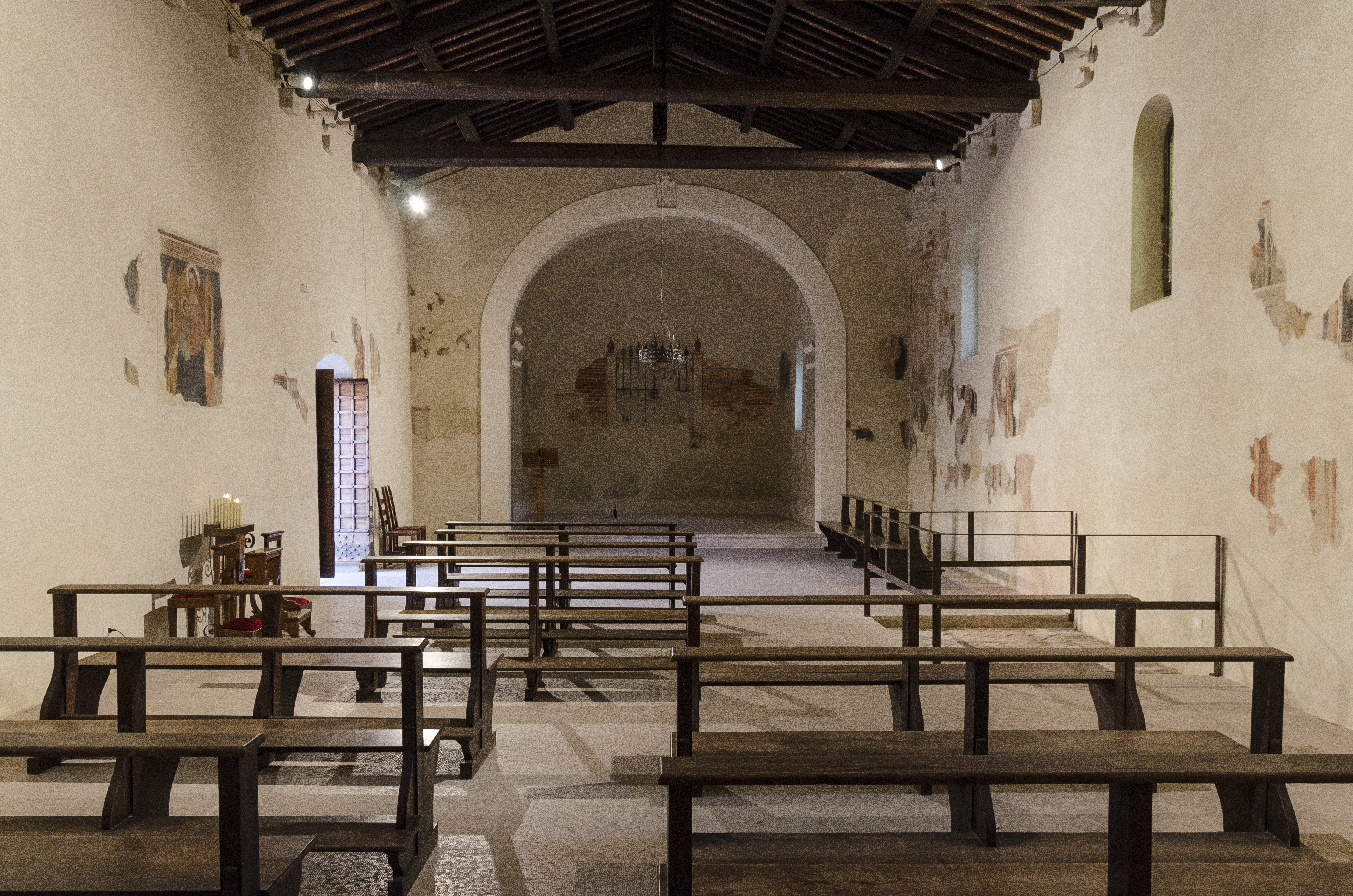
Der restaurierte Innenraum von S. Nicolò mit der Apsis

### Venezianische Zollstelle

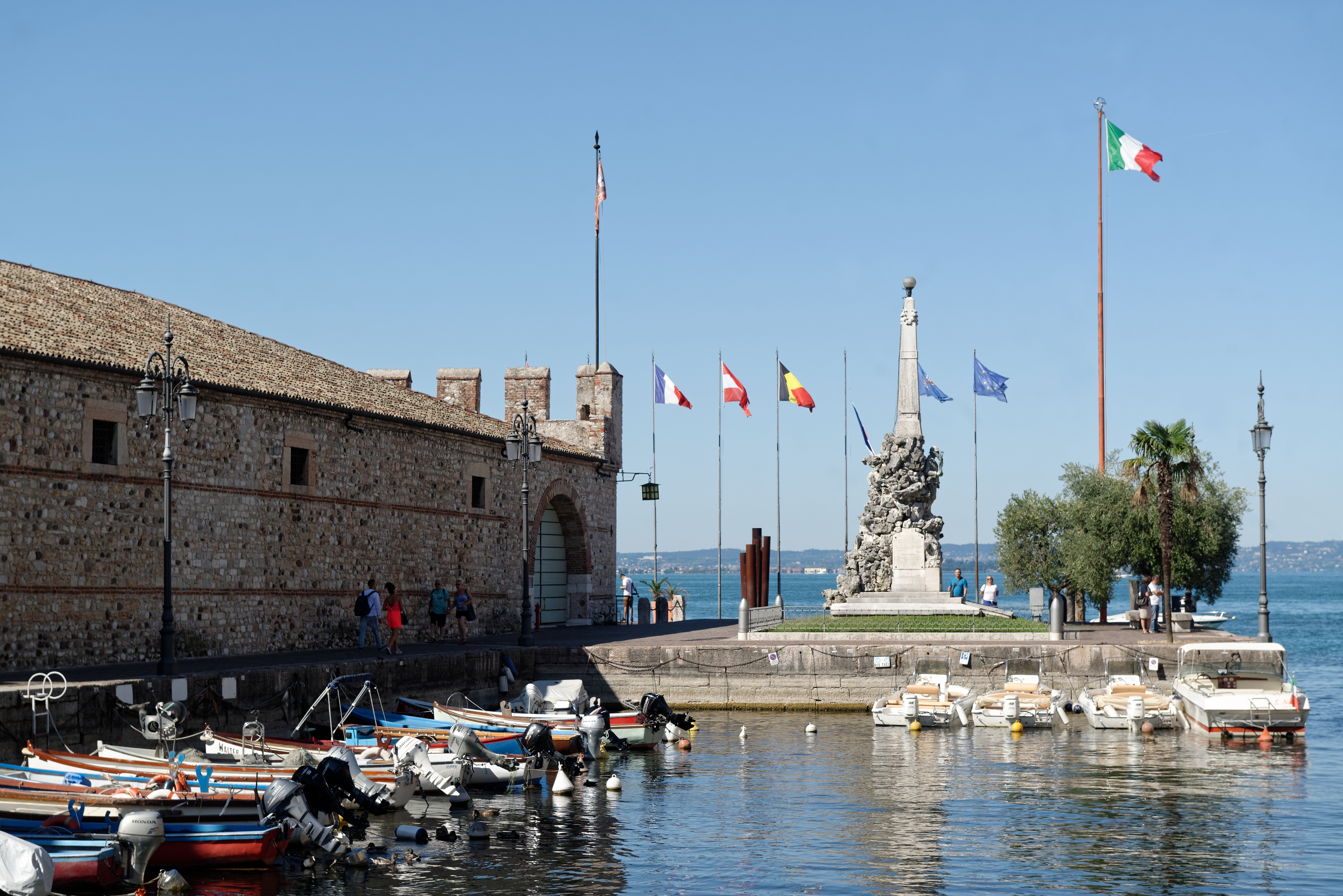
Venezianische Zollstelle am Hafen

Unmittelbar neben der Kirche S. Nicolò befindet sich die venezianische Zollstelle, die im 14. Jahrhundert ursprünglich als Arsenal der Scaliger und der Venezianer erbaut wurde.
Das Gebäude war Stützpunkt für die Produktion von Salpeter zur Herstellung von Schießpulver, beherbergte schließlich die Zollstelle für die Waren, die von Venetien im- und exportiert werden sollten und verfügte außerdem über eine Baumwollweberei sowie die „Casa del Fascio“ (Verbandshaus).

### Terme di Colà

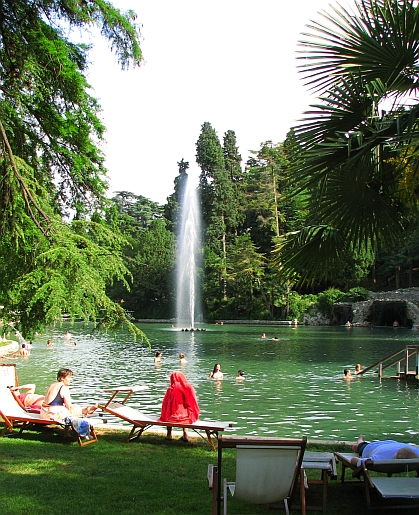
Thermalbad Terme di Colà

Im Ortsteil Colà di Lazise befindet sich im venetischen Hinterland ein 13 Hektar großer Park namens Villa dei Cedri.
Er beherbergt ein Thermalbad mit einem etwa 5000 m² großen Thermalsee.
Der Thermalsee wurde bei der Suche nach Grundwasser entdeckt, um die im Park befindlichen Bäume und Gewächse zu bewässern. Die Bohrungen trafen in 160 Metern Tiefe auf 37 °C heißes Thermalwasser.
Die Therme verfügt über viele unterschiedliche Brunnen und ein Hydro-Massage-Becken. Die tägliche Wasserzirkulation des gesamten Thermalsees beläuft sich auf etwa die Hälfte des Seevolumens. Dies entspricht einer ungefähren täglichen Wassermenge von 3.500 m³.
Das Wasser ist bakteriologisch gereinigt, frei von chemischen Schadstoffen und hat einen geringen Mineralgehalt.

## Wirtschaft und Infrastruktur
Der Fremdenverkehr hat in der zweiten Hälfte des 20. Jahrhunderts die Landwirtschaft als wichtigste Einkommensquelle abgelöst. Im Ort befinden sich zahlreiche Hotels, Ferienanlagen, Appartement- und Zimmervermietungen sowie Campingplätze. Lazise hat 3,5 Millionen Nächtigungen pro Jahr und lag 2017 auf Platz 12 unter den Reisezielen in Italien.
Die bedeutendsten landwirtschaftlichen Produkte sind Wein und Olivenöl. Letzteres wird in Ölmühlen vor Ort vermarktet. Eine gewisse Rolle spielt auch die Nutztierhaltung, insbesondere die Schweineproduktion.
In der Vergangenheit noch bedeutend, spielt der Fischfang nur eine wirtschaftliche Nebenrolle, dem wenige Berufsfischer noch nachgehen.
Zu den im Zuge des Massentourismus entstandenen Einrichtungen gehört der südlich des Ortskerns gelegene Vergnügungspark Canevaworld.

### Fischgerichte
Der so genannte Lavarello gilt als Felchen des Gardasees, der in den umliegenden Restaurants angeboten wird.

### Weine
In den Hügeln der Venetischen Region wird auch heute noch in zahlreichen Weingütern Wein angebaut, z. B. der Bardolino Classico.

### Wochenmarkt in Lazise
In den Frühjahr- und Sommermonaten finden um den Gardasee Wochenmärkte statt. Lazise bietet einen umfangreichen sowie gut sortierten Markt, der sich über die gesamte Altstadt erstreckt, der regelmäßig am Mittwoch abgehalten wird.

## Verkehr
Lazise ist durch zwei Hauptstraßen an das Fernstraßennetz angebunden:
- die SS 249 (Gardesana Orientale), die Nord-Süd-Richtung verläuft. Sie verbindet Susano im Süden mit Arco im Norden des Sees.
- die SS 450 di Affi, die Castelnuovo del Garda mit der Autobahnauffahrt auf die A22 bei Affi verbindet.

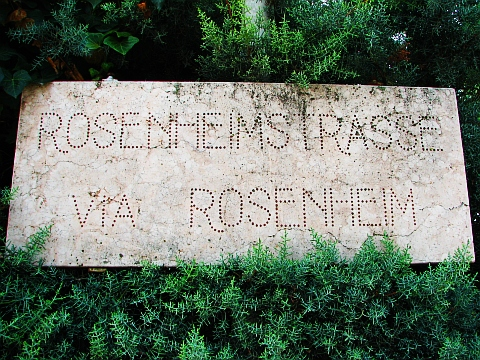
Steinschild Via Rosenheim

## Städtepartnerschaft
Lazise hat seit 1979 eine Städtepartnerschaft mit der südbayerischen Stadt Rosenheim, die sich am Alpenvorland befindet.

## Persönlichkeiten
- Luigi Gatti (1740–1817), Komponist und katholischer Priester
- Gottardo Aldighieri (1824–1906), Opernsänger

## Bilder

Uferpromenade – Lungolago Marconi
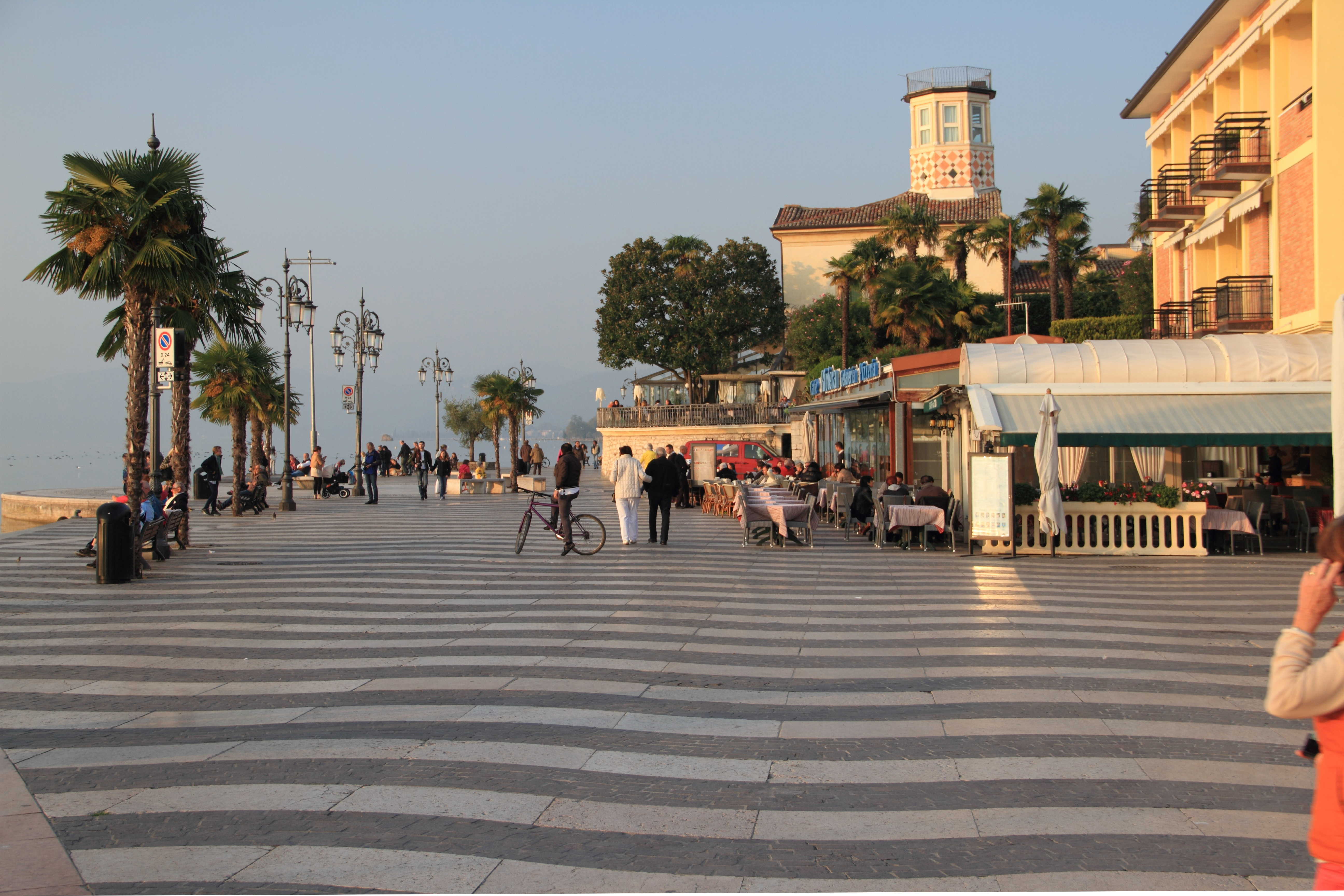
Uferpromenade – Lungolago Marconi
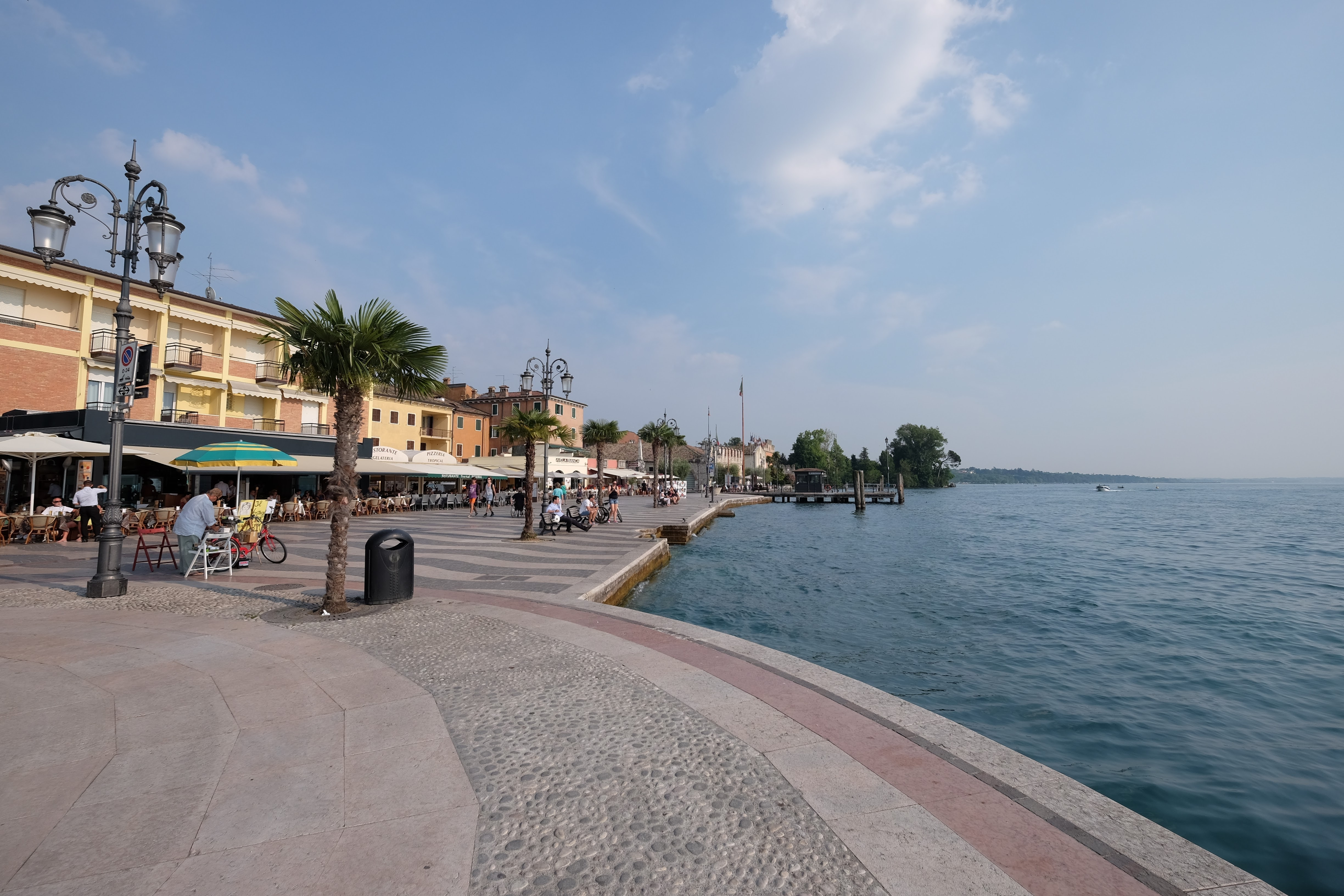
Uferpromenade – Lungolago Marconi
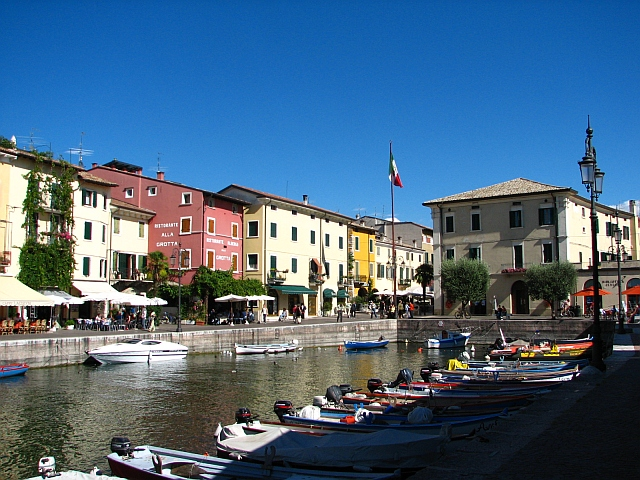
Alter Hafen – Porto vecchio
Schiffsanlegeplatz